# Chřapáč kadeřavý
Chřapáč kadeřavý (Helvella crispa) je jedlá vřeckovýtrusná houba z čeledi chřapáčovitých.

## Popis
Plodnice je 5-15 cm vysoká. Výtrusorodé rouško – thecium je na vnějším povrchu klobouku.
Klobouk je široký až 6 cm, složený z několika tenkých, na okrajích zprohýbaných a zkadeřených až roztřepených cípů či laloků. Klobouk je bělavé, krémové až bledě nahnědlé barvy, jeho dužnina je velmi tenká a křehká.
Třeň je až 8 cm dlouhý, na bázi často rozšířený, na povrchu nápadně hluboce žebernatý a jamkatý. Je tužší, barvy bělavé.
Elipsoidní výtrusy mají rozměry zhruba 19–21 × 11–13 μm, uloženy jsou po 8 ve vřeckách. Výtrusný prach je bílý.

## Výskyt
Chřapáč kadeřavý roste místy hojněji, jinak však nehojně až vzácně, především v listnatých a smíšených lesích, často podél lesních cest a podobně. Plodnice se vyskytují od července do listopadu.

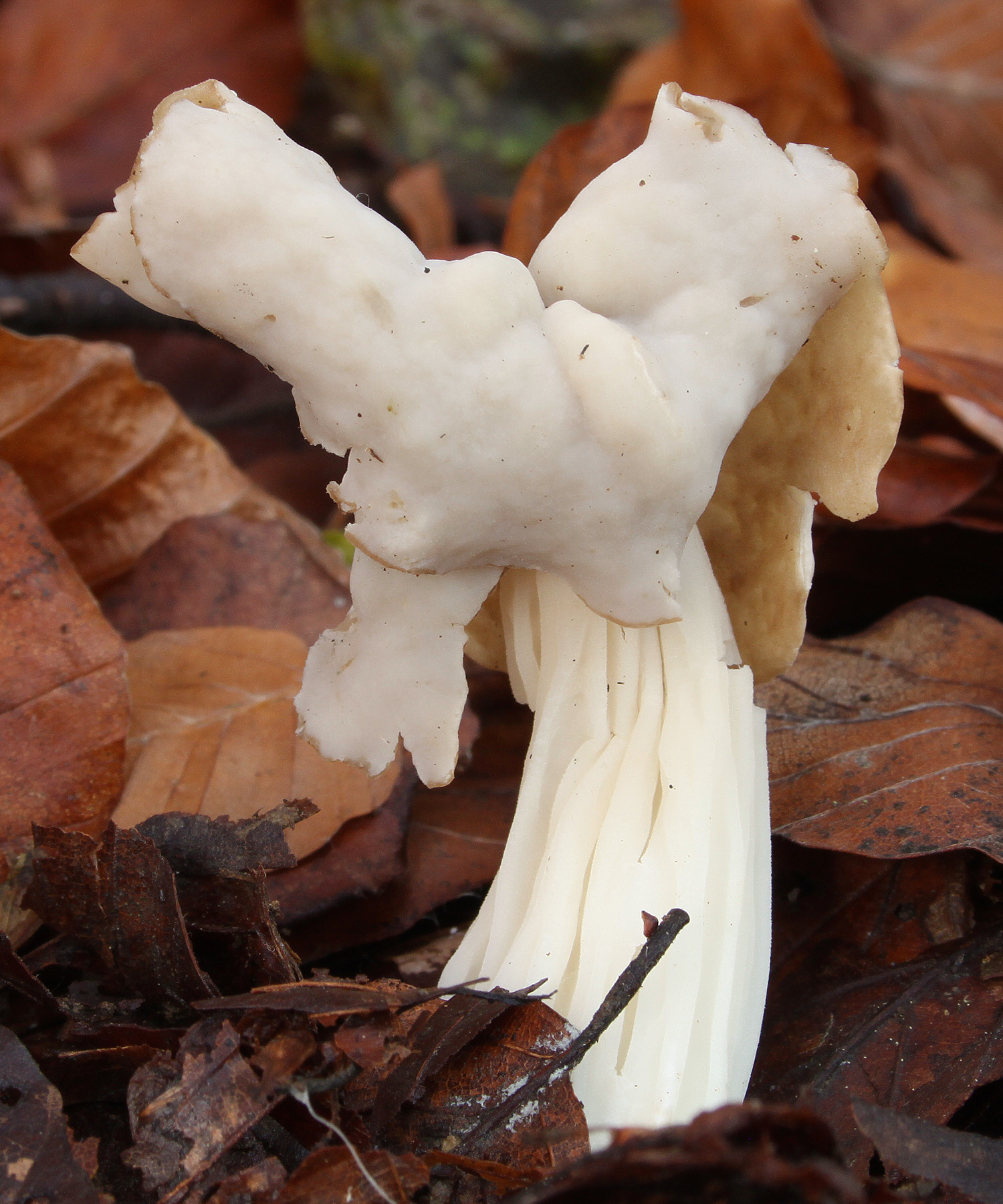
Chřapáč kadeřavý (Helvella crispa)

## Užití
Chřapáč kadeřavý je jedlý a chutný. Je třeba vyvarovat se sběru starších plodnic.